# Мотія

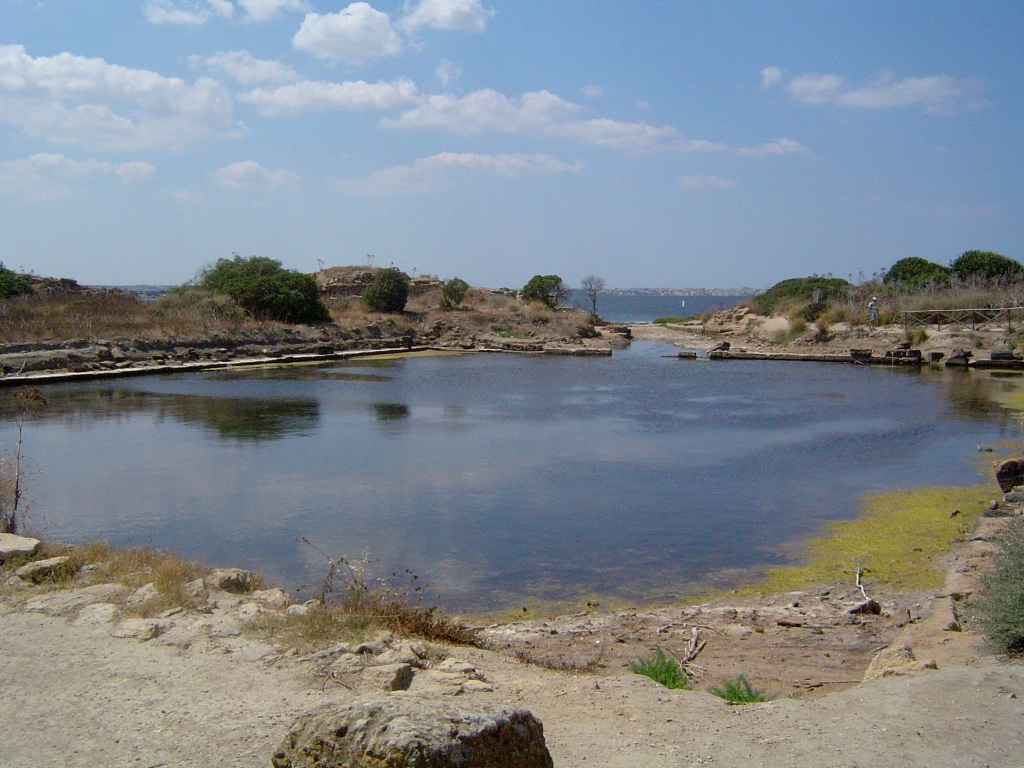
Залишки фінікійського порту (котону) у Мотії

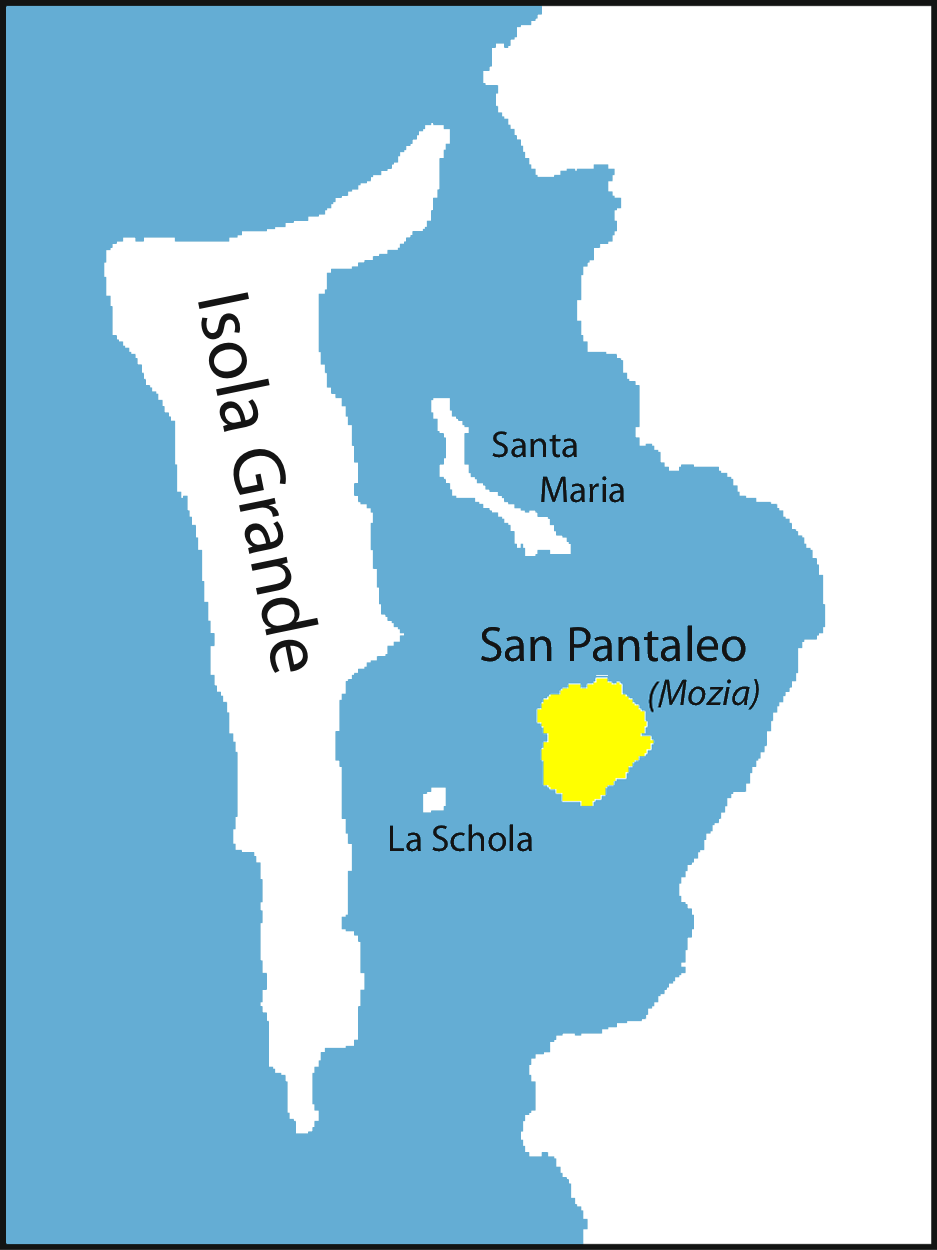
Розташування Мотії

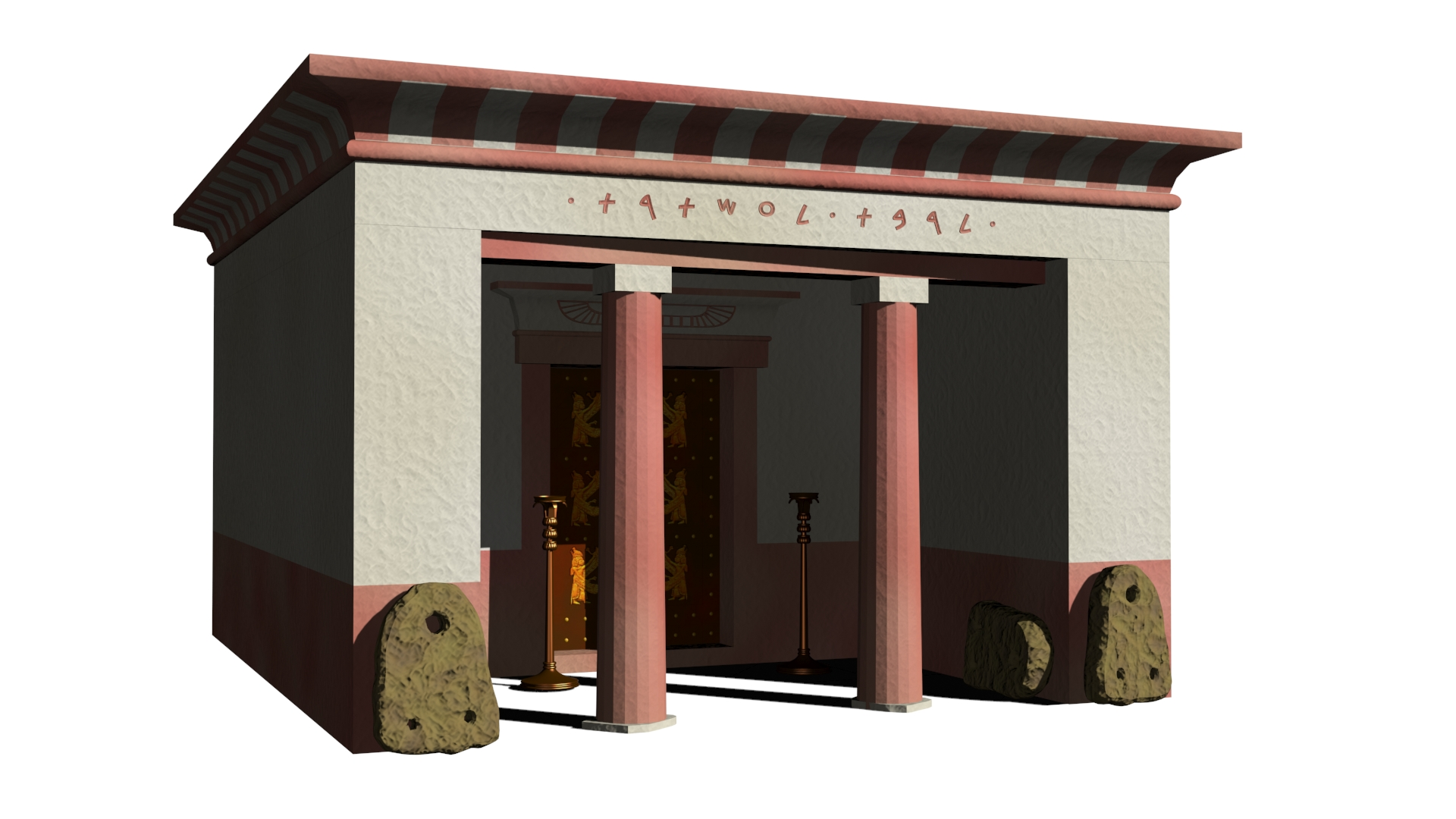
о. Мотія. Храм Астарти, період 550-470 рр. до н.е.

37°52′06″ пн. ш. 12°28′07″ сх. д. / 37.868333333333° пн. ш. 12.468611111111° сх. д.
Мотія (фінік. , італ. Mozia, сиц. Mozzia) — стародавнє місто, яке було розташоване на однойменному острівці (нині — Сан-Панталео) біля західного узбережжя Сицилії.
Заснована у VIII ст. до н. е. як фінікіська колонія. Стала центром союзу фінікійських міст Сицилії.
З VI ст. до н. е. — у складі Карфагенської держави. Пунійці використовували Мотію як базу для більшості своїх військових операцій на Сицилії.
Зруйнована у (397 р. до н. е.) сиракузьким тираном Діонісієм. Вцілілі мотійці перебралися на узбережжя Сицилії, де заснували нове місто — Лілібей.